# 데스모클로리스속
데스모클로리스속(Desmochloris)은 갈파래강에 속하는 녹조류 속의 하나이다. 클로로키스티스목(Chlorocystidales)과 클로로키스티스과(Chlorocystidaceae)의 유일속으로 2종을 포함하고 있다.

## 하위 종
- D. halophila (Guillard, Bold & McEntee) Watanabe, Kuroda & Maiwa 2001
- D. mollenhaueri Darienko, Friedl & Pröschold 2009